# Ischnomesus vinogradovi
Ischnomesus vinogradovi là một loài chân đều trong họ Ischnomesidae. Loài này được Birstein miêu tả khoa học năm 1963.